# Masayuki Okuyama
Masayuki Okuyama (奧山 政幸 Okuyama Masayuki?, Toyota, Aichi, 28 de julio de 1993) es un futbolista japonés que juega como centrocampista en el Vegalta Sendai.

## Trayectoria

### Clubes
| Club                    | País  | Año       |
| ----------------------- | ----- | --------- |
| Renofa Yamaguchi F. C.  | Japón | 2016      |
| F. C. Machida Zelvia    | Japón | 2017-2024 |
| Vegalta Sendai (cedido) | Japón | 2024      |
| Vegalta Sendai          | Japón | 2025-     |